# Подмосковные музеи
«Подмосковные музеи» — серия путеводителей, подготовленная Обществом изучения русской усадьбы (ОИРУ) под редакцией И. В. Лазаревского и В. В. Згура (председателя ОИРУ), и выпущенная Государственным издательством (Москва—Ленинград) в 1925 году. Состояла из шести выпусков, посвящённых тринадцати наиболее значительным усадебным комплексам и бывшей Троице-Сергиевой Лавре. Серия путеводителей не утратила своей научной и познавательной ценности до наших дней.

## Выпуски серии
- 1. Кусково. Останкино.
- 2. Архангельское. Никольское-Урюпино. Покровское-Стрешнево.
- 3. Остафьево. Мураново. Абрамцево.
- 4. Ольгово. Дубровицы.
- 5. Сергиевский историко-художественный музей.
- 6. Царицыно. Кузьминки. Суханово.